# گودال ۱۶۸۵۷
سیارک ۱۶۸۵۷ (به انگلیسی: 16857 Goodall، نامگذاری:1997YZ8) شانزده‌هزاروهشتصدوپنجاه‌وهفتمین سیارک کشف‌شده است که در ۲۵ دسامبر ۱۹۹۷ کشف شد.
قدر مطلق سیارک برابر ۱۴.۸ است.